# Anna Maria Dengel
Anna Maria Dengel (Steeg, Austria, 16 de marzo de 1892-Roma, Italia, 17 de abril de 1980) fue una médica austriaca, hermana religiosa y misionera (S.C.M.M.). Fundó la congregación Hermanas Misioneras Médicas, una congregación católica de hermanas formadas como doctoras y enfermeras y otras tareas profesionales relacionadas con la medicina que proporcionan cuidados médicos a mujeres y niños alrededor del mundo.

## Biografía

### Educación y primeros pasos
Anna Maria Dengel nació en Steeg, Austria, hija de Edmund Wilhelm Dengel y Maria Gertrud (Scheidle) Dengel. Después de la muerte de su madre, cuando Anna tenía nueve años, se matriculó en la escuela de la Orden de la Visitación en Hall en el Tirol. Después de completar su escolarización allí,  se le ofreció enseñar alemán en Lyons, Francia. Dengel aceptó la oferta y enseñó allí durante dos años antes de regresar a casa a Austria.

### Carrera
Cuando Anna Dengel tenía unos 25 años oyó que una médica escocesa y misionera católica, Agnes McLaren, buscaba doctoras para un hospital en Rawalpindi, India (ahora Pakistán), el cual había sido establecido para proporcionar cuidado médico para las mujeres musulmanas de la región, a quienes era prohibido el cuidado por doctores varones. Inmediatamente escribió a McLaren de su interés, y se inició una correspondencia animada entre ellas. McLaren tenía unos 70 años en este tiempo, aun así, y aunque murió antes de que ella y Dengel pudieran conocerse, Dengel siguió el curso de preparación para su misión en India tal como ella y McLaren habían dispuesto. Dengel siguió el consejo de McLaren de acudir a la escuela médica en la Universidad de Cork, Irlanda. En 1919, después de graduarse,  fue a Inglaterra y pasó nueve meses como interna. Al año siguiente lo dejó para ir a Rawalpindi y continuar el trabajo que McLaren había empezado.
Fueron cuatro años muy difíciles. Dengel luchó para abrirse paso en el cuidado de la salud de las mujeres y niños en la India del norte. Acabó convencida de que, mientras más profesionales entrenados y espiritualmente dedicados a las mujeres hubiera, mejor iría para lograr la curación real de las personas. Así que fue a Estados Unidos para buscar ayuda.

### Fundación de las Hermanas Misioneras Médicas
Dengel gastó meses de viaje y reuniones para dar a conocer las necesidades de India, incluyendo discusiones con el sacerdote Michael Un. Mathis, C.S.C., y otros sacerdotes católicos, obispos y cardenales. Encontró la misma barrera que su mentora, McLaren: la prohibición por el derecho canónico de practicar medicina a los miembros de institutos religiosos.
Después de esta experiencia, Dengel llegó a la decisión de establecer una congregación religiosa nueva dedicada a esta causa. Desarrolló una Constitución para la congregación, que tenía en mente vivir para Dios, para dedicarse ellos al servicio del enfermo por el amor de Dios, y para ser correctamente entrenadas según los conocimientos y estándares de su tiempo para la medicina, a lo cual las hermanas dedicarían sus vidas:

"Nuestra vocación es hermosa. Nuestro trabajo es tan bello: vivir para el honor y la gloria de Dios, ayudando a las personas todo el tiempo. Ayudar a extender la fe por medio de nuestras vidas, nuestro ejemplo y todo lo que hacemos. Piensen un momento en lo que significa eso: poder vivir toda la vida de esta manera. Debemos estar felices de que Dios nos ha llamado a esta vocación."

"Nuestra vocación es servicio. Para hacer nuestra vida totalmente armoniosa en el servicio de Dios, tenemos que hacer de todo un servicio hecho por el amor a Dios."
"Nuestra vocación es un llamado al sacrificio y a la alegría. El amor se mide por el sacrificio porque tantas cosas ahora van contra la naturaleza. Nuestros tiempos requieren de una prudente audacia. Yo no creo en la impetuosidad o en tentar a la providencia, pero sí creo en hacer las cosas aún a costa de sacrificios, contando con la voluntad y la disposición de las hermanas para hacerlas. Una fácilmente podría estar con miedo de pedir esto a las hermanas, pero pienso que sería una injusticia hacia ellas y frente a las necesidades y oportunidades de nuestros tiempos."

"Nuestra vocación es ardua pero vale la pena. Lo principal es que estemos convencidas de ello."

Obtuvo el permiso el 12 de junio de 1925 para fundar la congregación, y el 30 de septiembre de ese año las “Primeras Cuatro”—Anna Dengel junto con Johanna Lyons, M.D., de Chicago, Evelyn Flieger, R.N., de Gran Bretaña, y Marie Ulbrich, R.N., de Luxemburg, Iowa— se reunieron en Washington D. C., para fundar la Hermanas Misioneras Médicas.
Las “Primeras Cuatro” no pudieron profesar los votos canónicos porque la Iglesia católica no había aprobado todavía la práctica de medicina por hermanas religiosas. Finalmente, en 1936, después de que las Hermanas Misioneras Médicas habían crecido, la Iglesia católica lo aprobó. Fue entonces cuando las miembros de la orden hicieron sus primeros votos públicos y la hermana Anna Dengel fue elegida su primera superiora general.

### Muerte
Madre Anna murió en Roma, Italia, el 17 de abril de 1980, y una misa de la Resurrección fue celebrada para su funeral en el Vaticano el 21 de abril. Su cuerpo fue enterrado en el Cementerio Teutónico (reservado a naturales de las naciones germánicas que sirvieron a las instituciones católicas de Roma), el cual está dentro del territorio de Ciudad de Vaticano.